# Saltsjön
Saltsjön ( PRONÚNCIA) é uma baía do Mar Báltico que se estende do arquipélago de Estocolmo até ao Slussen, no centro da cidade de Estocolmo, recebendo aí a água doce do lago Mälaren, vinda pela correnteza de Norrström.